# Susan Stebbing
Lizzie Susan Stebbing (Wimbledon, 17 novembre 1885 – Londra, 2 dicembre 1943) è stata una filosofa britannica studiosa di logica.
È ricordata per essere stata nel 1933, la prima donna in Gran Bretagna a ottenere una cattedra in filosofia presso il Bedford College.

## Biografia
Dopo avere studiato Storia al Girton College a Cambridge, Lizzie Susan Stebbing si appassionò alla Filosofia, ottenendo un Master a Londra nel 1912.
Fu allieva di William Ernest Johnson, fu anche influenzata dal pensiero di Bertrand Russel, di Alfred North Whitehead e di George Edward Moore. Divenne un punto di congiunzione con il Circolo di Vienna, e fu la prima ad invitare Rudolf Carnap a tenere una conferenza nel Regno Unito. Fu presidente della Società Aristotelica (1933-1934).
Dopo la sua morte, un gruppo di colleghi filosofi costituì il L. S. Stebbing Memorial Fund per sostenere gli studi di donne laureate in filosofia presso il King's College di Londra.
Fra le sue opere più conosciute ed importanti, vi sono A modern introduction to logic (1930) e Thinking to some purpose (1939). Nella prima esplora la logica formale e le tecniche logiche analizzando allo stesso tempo i problemi epistemologici e metafisici ad esse correlati. La seconda fu così descritta nella quarta di copertina della prima edizione della casa editrice Penguin Books: "un manuale di primo soccorso per pensare in modo chiaro, che mostra come individuare illogicità nei processi mentali degli altri e come evitarli nei propri". Nel corso della sua vita di studio e di insegnamento, svolse "una attività di divulgazione del positivismo logico e dei metodi di analisi del linguaggio".

## Opere
In lingua inglese:
- Pragmatism and French Voluntarism (1914)
- A Modern Introduction to Logic (1930)
- Logical Positivism and Analysis (1933)
- Logic in Practice (1934)
- Imagination and Thinking (1936) con Cecil Day-Lewis
- Philosophy and the Physicists (1937)
- Thinking to Some Purpose (1939)
- Ideals and Illusions (1941)
- A Modern Elementary Logic (1943)